# Soccsksargen
Soccsksargen é um região de Filipinas nas Filipinas. De acordo com o censo de 1 de maio  de  2020 possui uma população de 4 360 974 pessoas e 1 065 453 domicílios.